# Dragana Tomašević
Dragana Tomašević, (en serbe : Драгана Томашевић, née le 4 juin 1982 à Sremska Mitrovica) est une athlète serbe, spécialiste du lancer du disque.

## Biographie
Le 10 juillet 2016, elle se classe 11e des Championnats d'Europe d'Amsterdam avec 56,83 m.

## Palmarès
| Date | Compétition                          | Lieu                  | Résultat | Marque  |
| ---- | ------------------------------------ | --------------------- | -------- | ------- |
| 2005 | Jeux méditerranéens                  | Almería               | 1re      | 62,10 m |
| 2005 | Championnats du monde                | Helsinki              | 7e       | 60,56 m |
| 2005 | Universiade                          | Izmir                 | 3e       | 59,92 m |
| 2006 | Championnats d'Europe                | Göteborg              | 8e       | 60,20 m |
| 2007 | Universiade                          | Bangkok               | 3e       | 56,82 m |
| 2008 | Coupe d'Europe hivernale des lancers | Split                 | 3e       | 59,64 m |
| 2009 | Jeux méditerranéens                  | Pescara               | 3e       | 58,73 m |
| 2010 | Championnats d'Europe                | Barcelone             | 6e       | 60,10 m |
| 2011 | Championnats du monde                | Daegu                 | 7e       | 62,48 m |
| 2013 | Coupe d'Europe hivernale des lancers | Castellón de la Plana | 3e       | 61,12 m |
| 2013 | Championnats d'Europe par équipes    | Kaunas                | 3e       | 59,88 m |
| 2013 | Jeux méditerranéens                  | Mersin                | 2e       | 61,88 m |
| 2014 | Coupe d'Europe hivernale des lancers | Leiria                | 3e       | 59,26 m |
| 2014 | Championnats des Balkans             | Pitești               | 1re      | 57,60 m |
| 2015 | Championnats d'Europe par équipes    | Stara Zagora          | 1re      | 58,16 m |
| 2016 | Championnats d'Europe                | Amsterdam             | 11e      | 56,83 m |
| 2017 | Coupe d'Europe hivernale des lancers | Grande Canarie        | 2e       | 59,60 m |
| 2017 | Championnats d'Europe par équipes    | Tel Aviv              | 1re      | 59,47 m |
| 2017 | Championnats des Balkans             | Novi Pazar            | 1re      | 59,35 m |
| 2018 | Championnats des Balkans             | Stara Zagora          | 1re      | 60,19 m |
| 2018 | Championnats d'Europe                | Berlin                | 6e       | 58,94 m |
| 2019 | Championnats d'Europe par équipes    | Skopje                | 1re      | 59,19 m |
| 2021 | Coupe d'Europe des lancers           | Split                 | 4e       | 60,19 m |

## Records
| Épreuve          | Marque  | Lieu     | Date        |
| ---------------- | ------- | -------- | ----------- |
| Lancer du disque | 63,63 m | Göteborg | 8 août 2006 |